# Сурен Шахбазян
Сурен Варткесович Шахбазян (вірм. Սուրեն Վարդգեսի Շահբազյան; 14 травня 1923, Ленінакан — 29 листопада 1989, Київ, Українська РСР, СРСР) — радянський український кінооператор і кінорежисер. Член Спілки кінематографістів УРСР. Заслужений діяч мистецтв УРСР (1986). Кавалер Ордена «Знак Пошани».

## Біографія
Народився 14 травня 1923 року в місті Ленінакані (Вірменія) в родині бджоловода. В 1945 році закінчив педагогічний факультет Тбіліського державного інституту фізкультури, в 1951 році — операторський факультет Всесоюзного державного інституту кінематографії.
З 1951 року працював на Київській кіностудії художніх фільмів імені О. П. Довженка. З 1970 року — викладач Київського інституту театрального мистецтва імені Карпенка-Карого.
Помер 29 листопада 1989 року в Києві. Похований на Байковому кладовищі (ділянка № 33).

## Фільмографія
Асистент оператора:

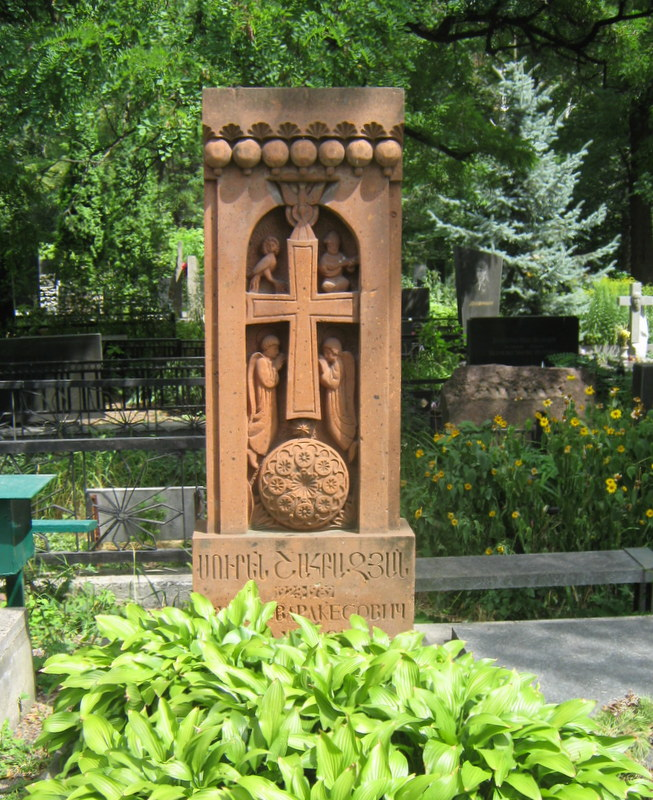
Могила Сурена Шахбазяна

- «Концерт майстрів українського мистецтва»
- «Вогні над Дніпром»
- «Наші чемпіони» та ін.

Оператор-постановник:
- «Андрієш» (1955)
- «Павло Корчагін» (1957, у співавт.)
- «Сто тисяч» (1958)
- «Хлопчики» (1959)
- «Літак відлітає о 9-й» (1960, у співавт.)
- «Закон Антарктиди» (1962, перший український широкоформатний кінотвір)
- «Три товстуни» (1966, «Ленфільм»)
- «Колір граната» (1969, «Вірменфільм»)
- «Назад дороги немає» (1970, т/ф)
- «Балада про мужність» (1972, т/ф, документальний)
- «Товариш бригада» (1973, т/ф), 2 с, Перший Приз Всесоюзного фестивалю телефільмів, Донецьк, 1974)
- «Тривожний місяць вересень» (1975)
- «Чекаю і сподіваюсь» (1980)
- «Загублені в пісках» (1984, т/ф)
- «Напередодні» (1985)
- «Фантастична історія» (1988, у співавт.)

Режисер-постановник:
- «Бачу ціль» (1978, т/ф)
- «Чекаю і сподіваюсь» (1980)
- «Наближення до майбутнього» (1986)
- «Зона» (1988, у співавт. з М. Мащенком)